# Menzgold Ghana Limited
Menzgold Ghana Limited était un courtier en or et une société d’investissement frauduleuse qui promettait à ses clients un rendement mensuel moyen de 7 à 10 % sur leurs investissements. Il a ensuite été fermé par le gouvernement du Ghana (en) . Elle a été fondée par Nana Appiah Mensah, plus connu sous le nom de NAM 1. L'entreprise aurait initialement opéré sous le nom de Menzbank, puis aurait changé de nom pour devenir Menzbanc et enfin Menzgold, en raison des avertissements de la Banque du Ghana concernant l'utilisation du terme « banque » comme nom de société pour une entité non bancaire.

## Controverse

### Enquêtes privées d'Israël Laryea
Israel Laryea (en), un journaliste, a cherché à jeter plus de lumière sur les activités de Menzgold et a effectué une visite à Londres où il a visité la propriété commerciale « Berkeley Square House ». Il a déclaré qu'il s'agissait de l'emplacement du bureau londonien de Menzgold, comme indiqué sur le site Web de la société de l'époque. Dans la vidéo d'enquête diffusée sur toutes les plateformes de médias sociaux en juillet 2018, il a déclaré qu'il allait entrer dans le bâtiment et se rendre au bureau de Menzgold et prétendre acheter de l'or. Après une tentative infructueuse d'entrer et d'interagir avec les occupants du bureau, il a indiqué que la sécurité était renforcée et qu'il ne pouvait pas filmer le hall et qu'il devrait se faire passer pour quelqu'un recherchant un espace de bureau à louer.
Cela a suscité des controverses au sein du public et a été qualifié d'enquête bâclée par des journalistes de renom tels que Chris-Vincent Agyapong. Chris-Vincent a limogé Israël pour tenter de sauver la face à la suite de la mauvaise enquête menée et rendue publique après avoir utilisé les ressources des agences de presse.
Nana Appiah s'est rendu sur Instagram pour exprimer sa profonde déception face au travail accompli par Israël.

### Arrêt des opérations
Ses opérations ont été fermées en septembre 2018 par la Commission des valeurs mobilières du Ghana ( SEC ),. La licence d'exploitation de la société, initialement accordée en 2014, a été révoquée par la Commission des minéraux du Ghana car elle était principalement destinée au commerce et à l'exportation d'or. Cependant, alors que des rapports sur un projet d'investissement dans l'or à rendement élevé commençaient à circuler, la Banque du Ghana a commencé à publier des avertissements qui mettaient en garde les citoyens contre toute relation avec l'entreprise et mettaient en garde l'entreprise contre l'acceptation de dépôts en espèces.
Les clients qui ont déposé des fonds chez Menzgold sont bloqués depuis la fermeture et ne peuvent pas accéder à leurs investissements, ce qui a conduit à des manifestations dans ses différentes succursales,. En janvier 2019, l'Office de lutte contre la criminalité économique et organisée ( EOCO ) du Ghana a obtenu une ordonnance du tribunal visant à geler tous les biens fonciers et véhicules appartenant au directeur général en difficulté de Menzgold Ghana Limited, Nana Appiah Mensah. Les propriétés foncières comprennent Menzgold Ghana Limited, Menzgold Office Complex, Zylofon Art Complex, Brew Marketing Consult, Star Mad. Club de football, Zylofon Music and Media Company Limited, Brew Energy Company Limited et G. Tech Automobile Service. Le mercredi 8 janvier 2020, certains clients mécontents de Menzgold Ghana Limited se sont rassemblés au domicile de Nana Appiah Mensah pour discuter du paiement de leurs fonds bloqués. Nana Appiah Mensah a tiré des coups de feu pour éloigner ses clients en colère,.

### Autoproclamé « plus grand perdant » sur Twitter Spaces
Nana Appiah a rejoint un espace interactif animé par le journaliste Serwaa Amihere où il a promis de répondre aux questions du public. Il était censé fournir au grand public de véritables réponses concernant leurs fonds bloqués. Il s'est décrit comme le plus grand perdant de tous en disant :
« Si vous voulez couronner le plus grand perdant dans toute cette affaire, c'est moi, car j'ai tout perdu : j'ai perdu tous mes biens et je n'ai même pas de voiture à moi dans ce pays [le Ghana] ».
Mais son appel n'a pas plu aux auditeurs et il a été stigmatisé de toutes sortes de noms.

### Appel à l'arrestation et aux poursuites
Kwame A Plus, une figure importante des sphères du divertissement et de la politique au Ghana, a récemment lancé un appel fervent à l'arrestation de Nana Appiah Mensah, largement connu sous le nom de Nam1 et ancien directeur général (PDG) de Menzgold, la société d'investissement controversée qui fait face à des problèmes juridiques et financiers dans le pays. Lors de l'épisode du 26 août du United Showbiz Show, Kwame A-plus a soulevé une question importante sur Nana Appiah Mensah (Nam1). A-plus s'est demandé pourquoi Nam1 était toujours libre de se déplacer malgré de graves allégations portées contre lui, soulignant que les personnes accusées de fraude dans les pays développés auraient probablement été arrêtées.  

## Carte de vérification de paiement
En août 2023, Nana Appiah Mensah a exigé que les victimes de l'escroquerie Menzgold, endettées par l'escroquerie, achètent en plus une carte d'accès de vérification numérique Menzgold de 650 cedis ghanéens afin de vérifier leurs transactions. L'argument était que cela permettrait de vérifier l'identité des personnes qui prétendent avoir été endettées par la société. Cette décision a été annulée plus tard à la suite de la réaction négative du public.

## Demande de justice
Le procureur général et ministre de la Justice, Godfred Yeboah Dame, a déclaré lors du 40e Symposium international sur la criminalité économique qui s'est tenu le 4 septembre 2023 que les victimes de l'escroquerie Menzold seront rendues justice,. Cela fait suite aux 39 accusations déposées par le procureur général contre Nana Appiah Mensah le 30 août 2023 . Le procureur général a annoncé que les dossiers de persécution contre Nana Appiah étaient presque prêts, car ils ont entrepris des « enquêtes minutieuses » pour établir les dossiers.